# Keine Amnestie für MTV
Keine Amnestie für MTV ist ein Lied der deutschen Hard-Rock-Band Böhse Onkelz. Der Song ist die einzige Singleauskopplung ihres 14. Studioalbums Dopamin und wurde am 18. Februar 2002 veröffentlicht.

## Inhalt und Hintergrund
Keine Amnestie für MTV (Amnestie = „Vergebung“) ist eine direkte Kritik an dem Musiksender MTV und den Medien im Allgemeinen. Die Zuschauer würden von den Fernsehsendern für dumm verkauft und alles konsumieren, ohne es zu hinterfragen. Der finanzielle Gewinn sei das einzige Ziel der Industrie und sie wolle so hohe Einnahmen wie möglich erzielen. Die Onkelz seien aber nicht auf die Unterstützung der Medien angewiesen und stellten sich gezielt gegen deren Lügen.
Vorausgegangen war eine Sondersendung MTV Masters über die Böhsen Onkelz im Juli 2001, die nach Meinung der Band verfälscht wurde und sich durchgängig kritisch mit ihr auseinandersetzte. Die Gruppe verfasste daraufhin einen offenen Brief an MTV, in dem sie den Sender sowie die Verantwortlichen scharf kritisierte und jegliche zukünftige Zusammenarbeit ausschloss.
Stephan Weidner äußerte sich in einem Interview mit dem Musikmagazin Rock Hard zur MTV-Masters-Sendung wie folgt:

„Zunächst waren wir von der Idee begeistert. […] Weil wir glaubten, dass man vielleicht mit Hilfe der Onkelz Leute erreicht, die gewaltbereit sind oder mit einem Bein im rechten Lager und somit am Rande der Gesellschaft stehen. Hätte man unsere Geschichte richtig dargestellt, mit allen Fehlern, die wir gemacht haben, und gezeigt, wie fehlgeleitet wir waren, wie wir uns entwickelt haben und wo unser Weg hingeführt hat, wäre das eine riesige Chance gewesen, diese Leute eventuell zum Umdenken zu bewegen. Es hat verdammt weh getan, dass diese Chance nicht wahrgenommen wurde. […] Wir wollten nichts beschönigen, haben ihnen in alles Einblick gewährt. […] Die verantwortliche Redakteurin, eine Iranerin, hat diesen Leuten immer wieder gesagt, wenn sie bei uns irgendwas Rechtes riechen würde, wäre sie die Erste, die darüber berichten würde. […] Man wollte die Band nicht so positiv dargestellt sehen wie in dem ursprünglichen Beitrag. Daraufhin wurde diese Redakteurin wenige Tage vor dem Sendetermin entlassen und der Beitrag nochmal schnell umgeschnitten.“

## Produktion
Der Text des Liedes wurde von Stephan Weidner, dem Kopf und Bassisten der Band, geschrieben. Auch die Produktion übernahm Weidner gemeinsam mit dem Gitarristen der Onkelz, Matthias Röhr.

## Single

### Covergestaltung
Das Singlecover zeigt ein schwarz-weißes Foto von einem zertrümmerten Fernseher, der auf dem Boden liegt. An einer Wand dahinter steht in großen roten Buchstaben der Titel Keine Amnestie für MTV und rechts unten befindet sich der Böhse-Onkelz-Schriftzug in Schwarz.

### Titelliste
Neben dem Titelsong beinhaltet die Single auch das ebenfalls auf Dopamin enthaltene Lied Narben sowie die Coverversionen Coz I Luv You und Je t’aime … moi non plus. Ersteres stammt im Original von der britischen Rockgruppe Slade und Letzteres von dem französischen Sänger Serge Gainsbourg.
1. Keine Amnestie für MTV – 3:04
2. Narben – 4:20
3. Coz I Luv You – 3:54
4. Je t’aime … moi non plus – 3:45

### Chartplatzierungen
Keine Amnestie für MTV stieg am 4. März 2002 auf Platz 2 in die deutschen Singlecharts ein und belegte in den folgenden Wochen die Ränge 8; 4 und 7. Insgesamt hielt sich der Song elf Wochen in den Top 100. In den deutschen Jahrescharts 2002 belegte das Lied Rang 46. Auch in Österreich und der Schweiz erreichte die Single die Charts und belegte Position 8 bzw. 25.